# Jack Keller
Jack Keller (29 december 1942 - Tunica (Mississippi), 5 december 2003) was een professioneel Amerikaans pokerspeler. Hij won in 1984 het hoofdtoernooi van de WSOP. Verder won hij nog twee WSOP-titels. In 1994 werd hij toegevoegd aan de Poker Hall of Fame. Keller won meer dan $3.900.000,- in pokertoernooien (cashgames niet meegerekend). Daarvan won hij $1.400.000 tijdens de toernooien van de WSOP.
Keller had drie kinderen, waaronder professioneel pokerspeelster Kathy Kolberg.
In totaal heeft Keller meer dan $3,1 miljoen bij elkaar gewonnen in live-toernooien.

## Resultaten

### World Series of Poker bracelets
| Jaar | Toernooi                                   | Prijs (US$) |
| ---- | ------------------------------------------ | ----------- |
| 1984 | $5,000 Seven Card Stud                     | $137.500    |
| 1984 | $2,000 No Limit Hold'em World Championship | $660.000    |
| 1993 | $1,500 Omaha Limit                         | $61.800     |

Moss (3) · Slim · Pearson · Roberts · Brunson (2) · Baldwin · Fowler · Ungar (3) · Straus · McEvoy · Keller · Smith · Johnston · Chan (2) · Hellmuth · Matloubi · Daugherty · Dastmalchi · Bechtel · Hamilton · Harrington · Seed · Nguyen · Furlong · Ferguson · Mortensen · Varkonyi · Moneymaker · Raymer · Hachem · Gold · Yang · Eastgate · Cada · Duhamel · Heinz · Merson · Riess · Jacobson · McKeehen · Nguyen · Blumstein · Cynn · Ensan · Salas · Aldemir · Jørstad  · Weinman · Tamayo